# Rheum subacaule
Rheum subacaule Sam. – gatunek rośliny z rodziny rdestowatych (Polygonaceae Juss.). Występuje naturalnie w Chinach – w zachodniej części Syczuanu. 

## Morfologia
PokrójBylina dorastająca do 15–20 cm wysokości. Pędy są owłosione.
LiścieMają kształt od trójkątnego do owalnie trójkątnego. Mierzą 6–10 cm długości oraz 4–7 cm szerokości. Blaszka liściowa jest całobrzega, o sercowatej nasadzie i spiczastym wierzchołku. Ogonek liściowy jest owłosiony i osiąga 6–15 cm długości. Gatka jest błoniasta.
KwiatyZebrane w wiechy przypominające kłosy, o długości 10–15 cm, rozwijają się na szczytach pędów. Listki okwiatu mają kształt od owalnego do eliptycznego i czerwonopurpurową barwę, mierzą 2–4 mm długości.
OwoceMają sercowaty kształt, osiągają 7–9 mm długości.

## Biologia i ekologia
Rośnie na terenach skalistych. Występuje na wysokości od 3500 do 4300 m n.p.m. Kwitnie w lipcu.